# Przemysł kemeryjski
Przemysł kemeryjski - (również Kemerien) - określenie przemysłu górnopaleolitycznego z terenu południowej Anatolii.
Lokalna odmiana kultury oryniackiej, występują w niej liczne analogie do tzw. lewanto-oryniaku z terenu Syropalestyny.
Jego następczynią na tym terenie była epipaleolityczna kultura Belbaşi.